# Thomas Le Breton junior
Pour les articles homonymes, voir Thomas Le Breton et Le Breton.
Thomas Le Breton junior (1791-1857) est un bailli de Jersey. Il est le fils de Thomas Le Breton qui fut bailli de Jersey au début du XIXe siècle.

## Biographie
Thomas Le Breton fit de études supérieures de droit à l'université de Caen. Mais en raison des guerres napoléoniennes, il obtint un passeport américain sous le nom de Thomas Burger et put ainsi terminer ses études de droit à Caen comme citoyen américain. De retour à Jersey, il prêta serment comme avocat en 1813.
Il s'engagea dans les troupes de la milice de Jersey et devint rapidement colonel de bataillon ce qui indisposa certains officiers face à cette fulgurante ascension. Il se battit en duel contre le capitaine Aaron de Ste Croix, qu'il blessa. Il fuit en France et attendit que son adversaire fut rétabli pour rentrer à Jersey. En 1846, lors de la visite de la reine Victoria, il défila à la tête de la milice.
En 1820, il fonda le journal "Le Constitutionnel" qui était le support d'un mouvement politique jersiais appelé Parti Laurel ou Parti Laurier.
En 1824, il fut nommé procureur-général.
Thomas Le Breton junior pensait obtenir la fonction de bailli à la suite de la démission de son père en 1831. Mais âgé pourtant de 40 ans, il fut jugé trop jeune et les États de Jersey lui préférèrent Jean de Veulle.
Ce dernier, après maintes affaires et conflits en tout genre, pensa démissionner également de cette charge, en 1848, mais il mourut peu avant cette décision personnelle. C'est ainsi que cette année-là, le poste de bailli échut enfin à Thomas Le Breton junior à l'âge de 57 ans.
Le 24 novembre 1857, il meurt subitement d'un accident vasculaire cérébral. La fonction de bailli reviendra à son successeur Jean Hammond.